# Tonacatecuhtli

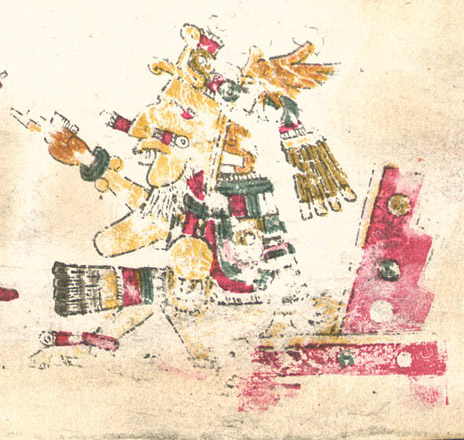
Tonacatecuhtli descrito en el Códice Borgia.

Tonacatecuhtli (del náhuatl: Tonakatekwtli ‘señor del sustento’‘tonakayotl, sustento; tekwtli, señor’) es el dios mexica de la creación y de la fertilidad. Esta deidad de la creación habitaba los cielos superiores durante la creación del mundo lo dividió en tierra y océano. Su esposa era Tonacacíhuatl, la señora del sustento, quien a menudo es confundida con las diosas Citlalicue o con Xochiquétzal.
Aunque Ometecuhtli y Omecihuatl fueron los creadores de la vida, él les creó a ellos y al planeta entero.[cita requerida] Tonacatecuhtli y Xiuhtecuhtli llamaron a Nanahuatzin, el noble dios deforme y enfermo, para que se sacrificara y convirtiera en sol, arrojándose a una gran hoguera. Cuando llegó al cielo, Tonacatecuhtli y Tonacacihuatl lo colocaron en un trono de plumas de garza.
Tonacatecuhtli transformó a Chantico en perro por saltarse un ayuno comiendo pescado y pimientos asados. Es confundido a veces con Ometecuhtli (del nahuatl: Ometekwtli ‘señor doble’‘ome, dos; tekwtli, señor’).